# Francis Baily
Francis Baily, angleški ljubiteljski astronom, * 28. april 1774, Newbury, grofija Berkshire, Anglija, † 30. avgust 1844, London, Anglija.

## Življenje in delo
Baily je bil uspešen borzni prekupčevalec, ki je šel leta 1825 v pokoj, da bi se lahko posvetil svoji intelektualni ljubezni, astronomiji. Bil je med ustanovitelji Kraljeve astronomske družbe (Royal Astronomical Society) (RAS) in njen stalni predsednik ali podpredsednik. Opisal je pojav, ki ga je opazil 15. maja 1836 med popolnim Sončevim mrkom. Tik preden Lunin krajec pri mrku popolnoma prekrije Sonce tanki polmesečno oblikovani zakriti deli Sonca nenadoma postanejo nezvezni, razbiti v svetleče delčke, ki so podobni verižici z biseri. Enak pojav se opazi potem ko se na drugi strani Sonce začne oddaljevati. Povzročajo ga nepravilnosti roba Luninega diska. Po njem se ta pojav še danes imenuje Bailyjevi biseri. Njegovo odkritje je sprožilo novo zanimanje astronomov za Sončeve mrke. Šele takrat so začeli pošiljati dobro opremljene astronomske odprave na najbolj oddaljene konce sveta, da bi opazovali popolne Sončeve mrke. Takšno navado so ohranili do danes.

## Priznanja

### Nagrade
Kraljeva astronomska družba mu je leta 1827 in 1843 podelila Zlati medalji.

### Poimenovanja
Po njem se imenuje udarni krater Baily na Luni in asteroid glavnega pasu 3115 Baily.